# Clémentines (décrétales)
Cet article concerne le droit canon catholique. Pour le fruit, voir clémentine. Pour les autres significations, voir clémentine (homonymie).
 (février 2023).
Si vous disposez d'ouvrages ou d'articles de référence ou si vous connaissez des sites web de qualité traitant du thème abordé ici, merci de compléter l'article en donnant les références utiles à sa vérifiabilité et en les liant à la section « Notes et références ».
Les clémentines, appelées en latin constitutiones clementinae, sont un recueil de décrétales du pape Clément V, ordonné en 1317, et publié en 1322 par son successeur Jean XXII.